# Kleider machen Leute (film 1940)
Kleider machen Leute è un film tedesco del 1940, diretto e sceneggiato da Helmut Käutner. La trama è liberamente tratta dalla novella omonima dello scrittore Gottfried Keller.